# Slashdot
O Slashdot (frequentemente abreviado como "/.") é uma página online de notícias, onde os artigos são sumários de notícias publicadas em outros sites, com espaço aberto ao comentário dos leitores. Que em muitos aspectos este serviço s assemelha a um blog (embora tenha surgido anos antes da adoção desse termo). Os sumários das notícias geralmente são enviados pelos próprios leitores do sítio, podendo os editores aceitar ou não a contribuição.
O slogan do site é "News for nerds, stuff that matters" (Notícias para nerds, coisas que importam).  Embora seja uma referência para a comunidade do software livre e do Linux em particular, o Slashdot é criticado por divulgar notícias por vezes sem base referêncial ou de conteúdo polêmico. O sítio criou o termo Efeito Slashdot, que ocorre quando milhares de leitores visitam ao mesmo tempo o sítio indicado por um dos sumários, tirando-o do ar.
A razão oficial para o nome Slashdot é que ele foi criado para confundir pessoas que tentariam soletrar o endereço do site em inglês, pois seria dito "h-t-t-p-colon-slash-slash-slash-dot-dot-org", em português seria literalmente "h-t-t-p-dois pontos-barra-barra-slash-dot-ponto-org". Traduzido literalmente, o nome em português para o website seria Barraponto, assim sendo, soletrar-se-ia assim: "h-t-t-p-dois pontos-barra-barra-barra-ponto-ponto-org".
Dependendo da popularidade do tema, um artigo pode ultrapassar 1000 comentários.

## Falso site da GCHQ
O serviço de inteligência britânico Government Communications Headquarters (GCHQHQ) usou páginas falsas do LinkedIn para atingir seu alvo principal, engenheiros de companhias a serem penetradas. De acordo com uma apresentação feita pelo GCHQ e revelada por Edward Snowden, a inteligência britânica começou por identificar os funcionários que trabalhavam na manutenção de rede e segurança para a empresa de telecomunicações. Em seguida, eles determinaram que os potenciais alvos tinham utilizado o site LinkedIn ou Slashdot, um popular site de notícias na comunidade de Tecnologia da informação (TI).

### Engenheiros como Alvo Principal
Os computadores desses "candidatos" foram então infectados com malware computacional, colocado usando a tecnologia de infiltração da agência de inteligência se refere como "Quantum Insert", que permitiu que ao Government Communications Headquarters se infiltrar profundamente na rede interna Belgacom e de sua subsidiária BICS, que opera um sistema chamado roteador GRX. Este tipo de roteador é necessário quando os usuários fazem chamadas ou para se conectar quando usam seus telefones celulares no exterior.

## Veja Também
- Malware Quantum
- Revelações da Vigilância global (1970–2013)
- Vigilância de Computadores e Redes
- Operações de acesso adaptado (TAO) NSA
- Revelações da Vigilância global (1970–2013)
- Serviço de Coleta Especial (SCS)
- Vigilância em massa